# Grebbin
Grebbin ist ein Ortsteil der Gemeinde Obere Warnow im Landkreis Ludwigslust-Parchim in Mecklenburg-Vorpommern (Deutschland). Bis Jahresende 2011 war Grebbin eine eigenständige Gemeinde mit den Ortsteilen Grebbin, Kossebade und Wozinkel.

## Geografie

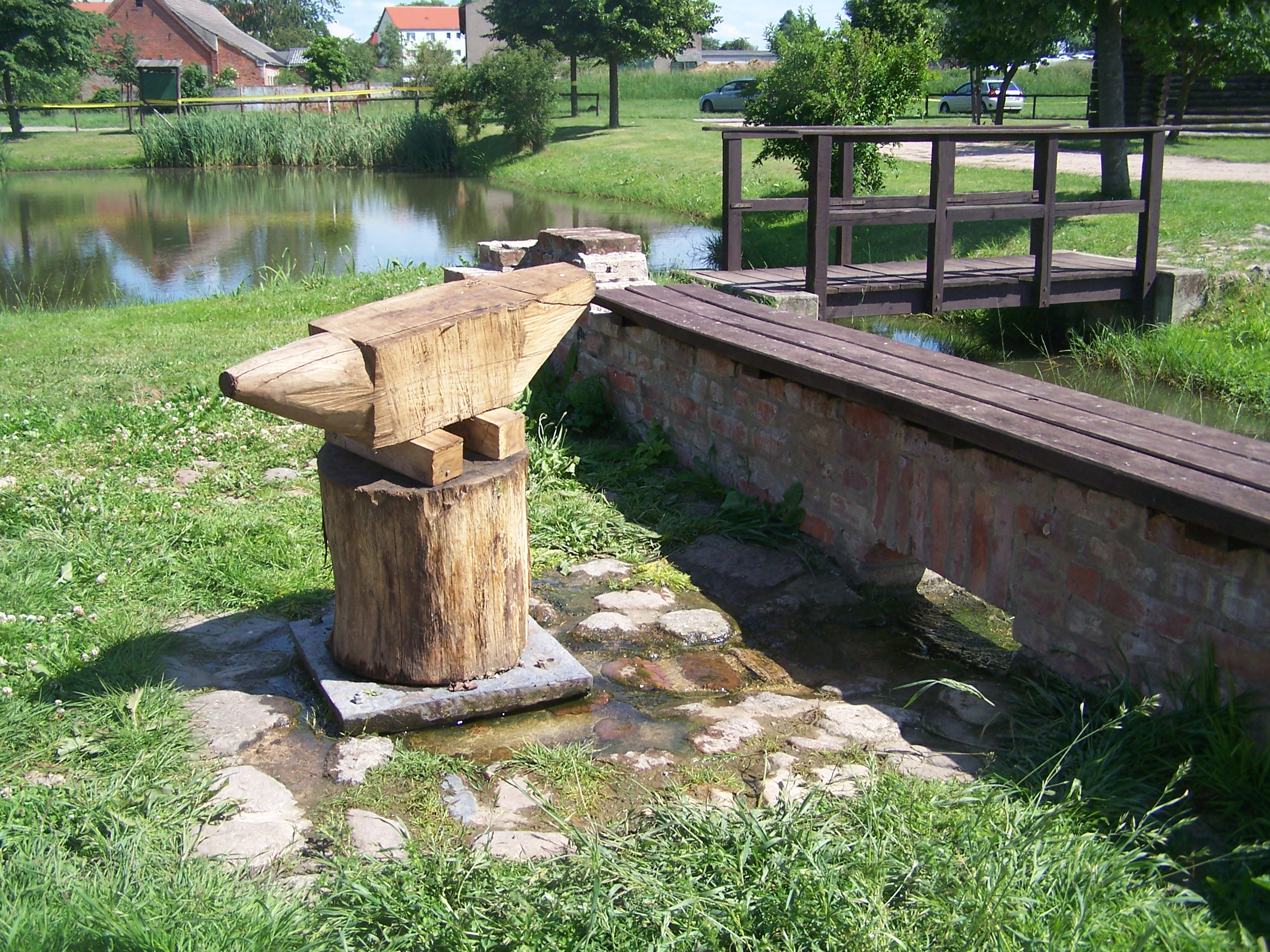
Warnowquelle

Grebbin liegt etwa neun Kilometer nördlich von Parchim in einer hügeligen Landschaft mit einigen kleineren Erhebungen, deren höchste knapp 85,5 m ü. NHN erreicht. Im hauptsächlich landwirtschaftlich genutzten Ortsgebiet liegt die Quelle der Warnow. Diese lag nach Überlieferungen unter einer Schmiede, die im Zuge der Internationalen Gartenbauausstellung 2003 in Rostock nachgebildet wurde.
Größere Waldgebiete fehlen ebenso wie größere Seen gänzlich. Im Osten hat Grebbin Anteil am Naturschutzgebiet Großes Moor bei Darze.

## Geschichte

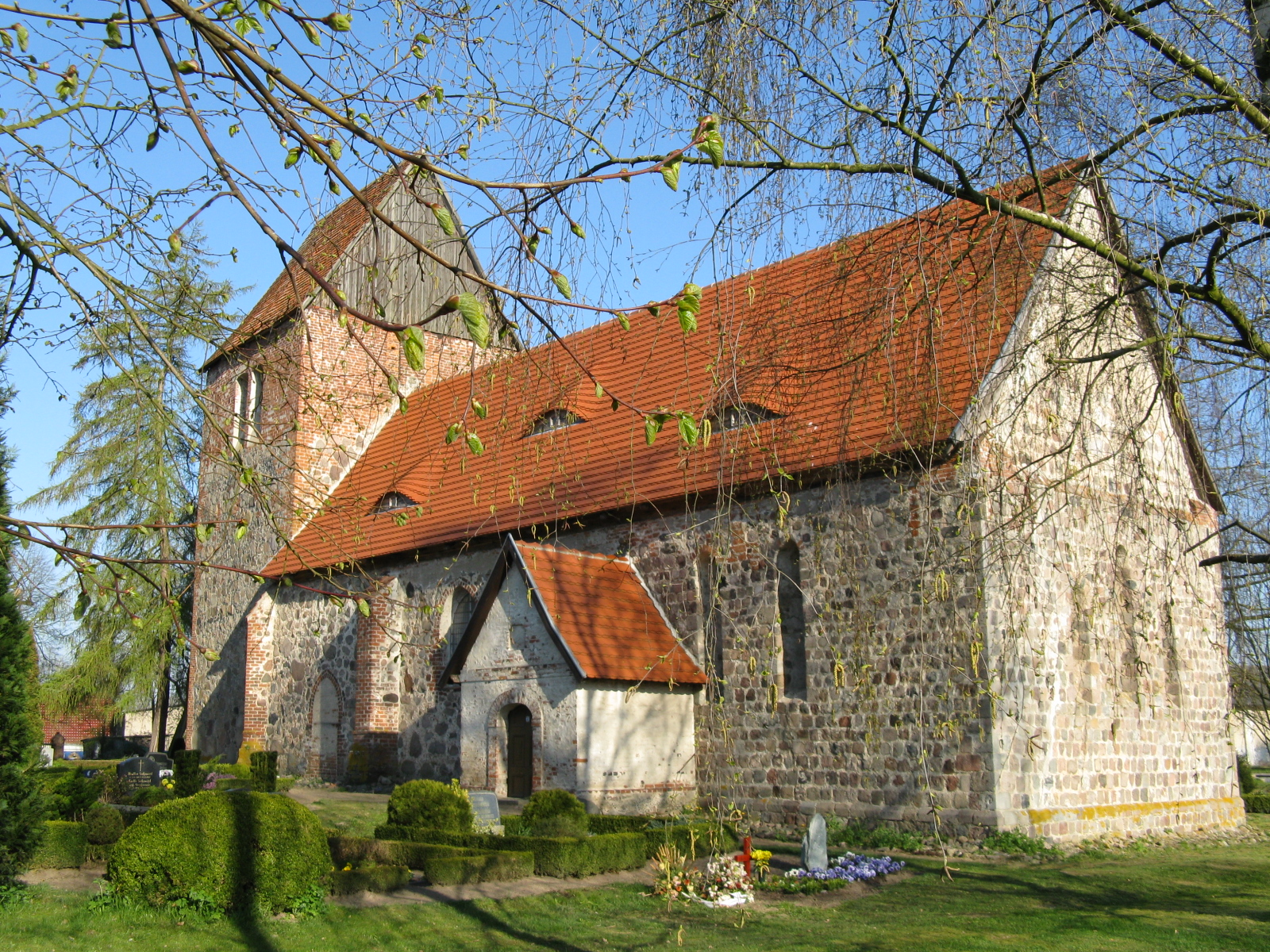
Dorfkirche in Grebbin

Der Name Grebbin stammt von dem slawischen Wort „Grabu“ ab, was so viel wie „Hainbuchenort“ bedeutet. Mehrere Großstein- und Hügelgräber zeugen von der frühzeitigen Besiedelung der Gegend. Urkundlich erwähnt wurde Grebbin erstmals am 6. Juni 1265.
Im 13. Jahrhundert wurde eine Feldsteinkirche erbaut. 1878 wurde eine Erdholländerwindmühle errichtet.
Am 1. Juli 1950 wurden die bis dahin eigenständigen Gemeinden Woeten und Wozinkel eingegliedert. Am 1. Januar 1951 kam Kossebade hinzu. Zum 1. Januar 2012 bildete Grebbin zusammen mit Herzberg die neue Gemeinde Obere Warnow.

## Sehenswürdigkeiten

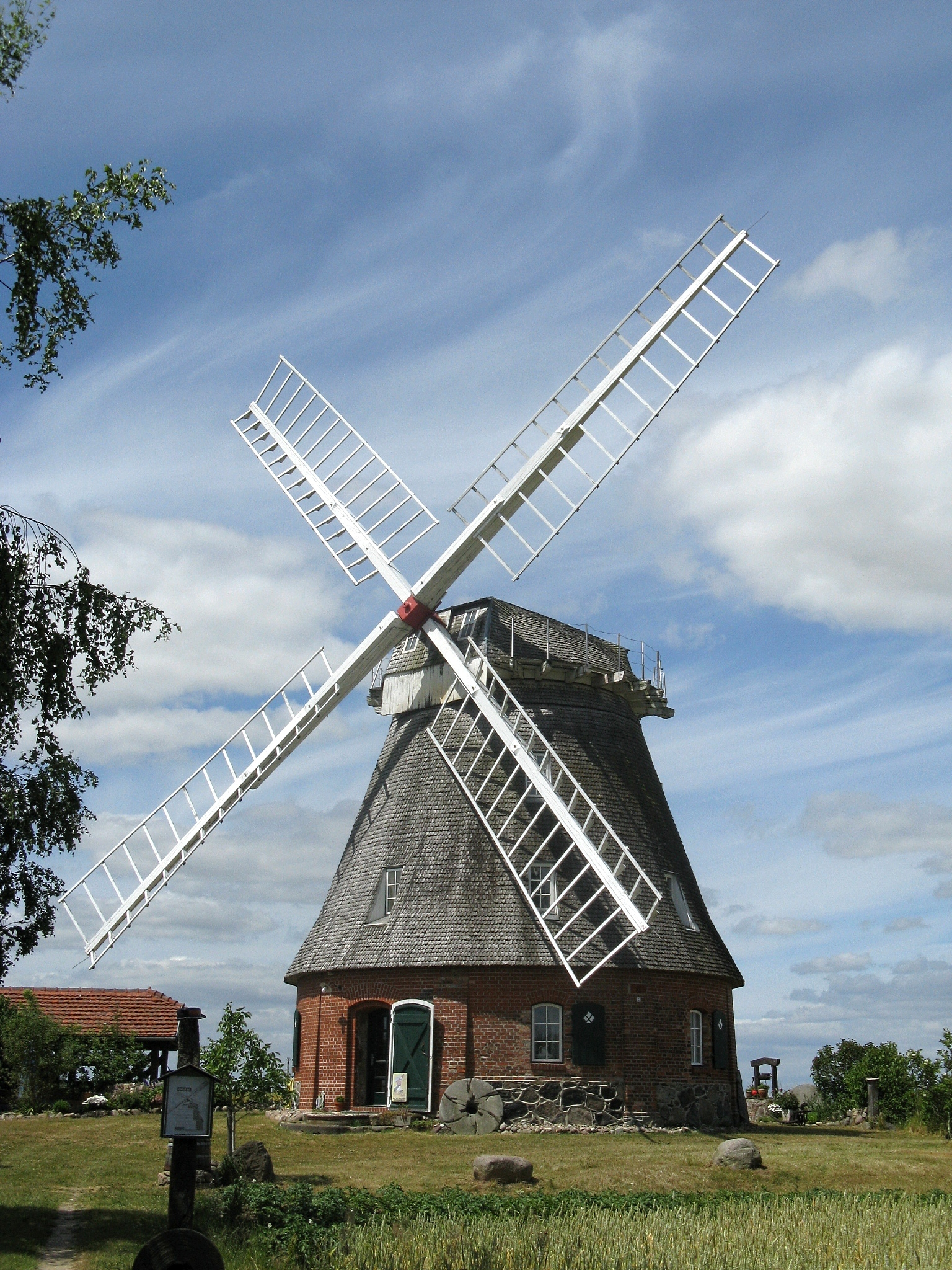
Windmühle in Grebbin

- gotische Feldsteinkirche in Grebbin aus dem 13. Jahrhundert
- ehemalige Schule und Pfarrhaus in Grebbin
- Erdholländerwindmühle von 1878
- Großsteingrab Grebbin

Die Baudenkmale des Ortes sind in der Liste der Baudenkmale in Obere Warnow#Grebbin aufgeführt.

## Verkehr
Die Gemeinde liegt nördlich der Bundesstraße 321 und der B 191. Die Bundesautobahn 24 (ca. 20 km) ist über die Anschlussstelle Parchim erreichbar.